# 王競 (金朝)

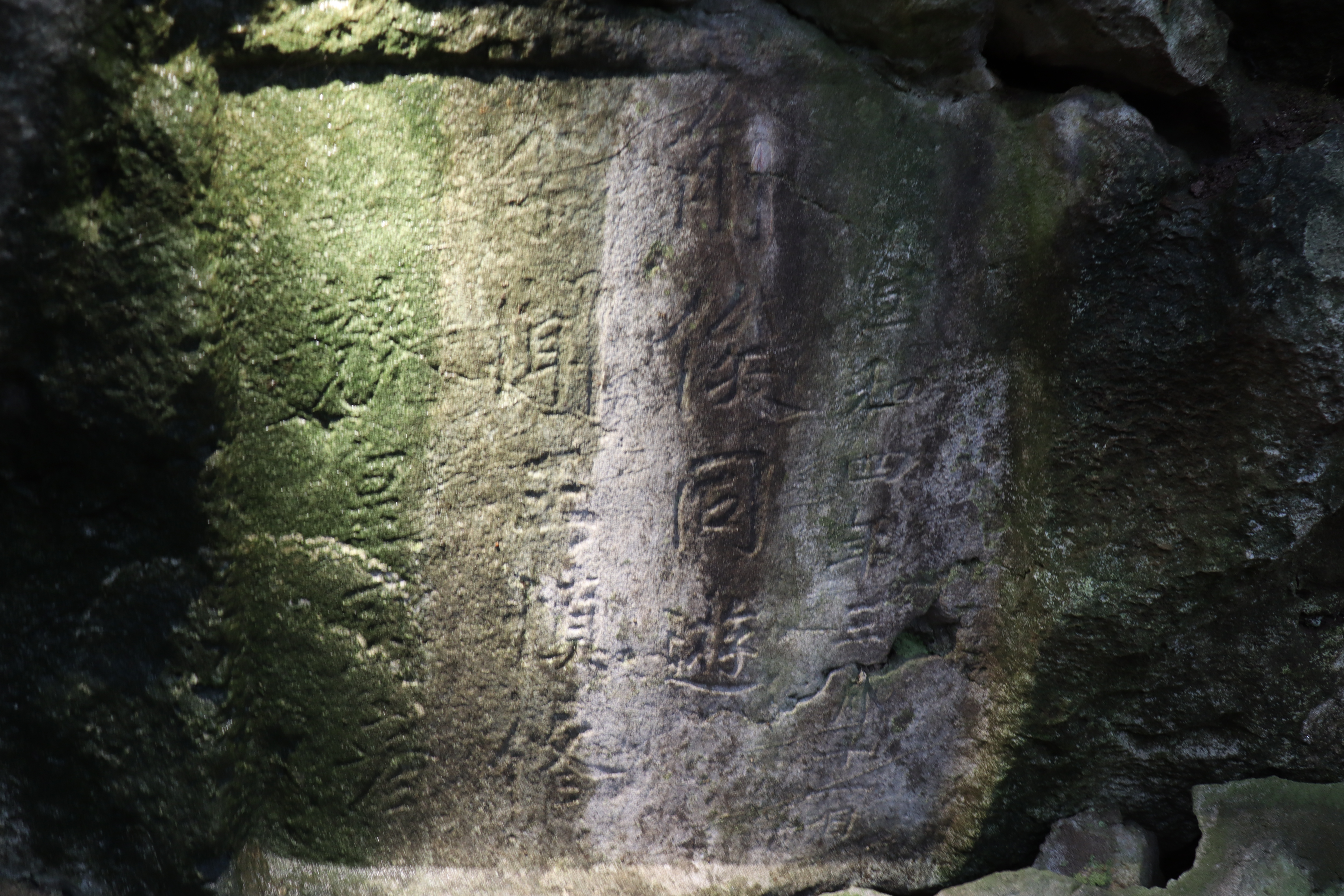
王競于宣和四年在杭州飛來峰香林洞的題名。此時尚未入金。同遊者包括皇甫彥、李聞、王慎修、俞俟。此刻刀口比較淺，但書法精妙。

王競（？—1164年），字无竞，金朝彰德府（今河南省安阳市）人。
王競聪颖好学，博通经史。在宋朝担任屯留县主簿。金朝占据华北后，王競历任大宁县令、河内县令。皇统初年，担任权应奉翰林文字兼太常博士。金世宗时官至礼部尚书，翰林学士承旨。大定四年去世。王竞善博学能文，画墨竹极古怪，写草书、隶书，尤工大字，两都宫殿榜题，都是他的手笔，被当时士大夫推为第一。